# Джулай Валерія Феофанівна
Вале́рія Феофа́нівна Джула́й (19 березня 1915 — 30 липня 1984) — українська поетеса, учасниця українського визвольного руху.

## Життєпис
Народилася у місті Тбілісі, нині — столиця Грузії в українській учительській родині. Дитинство провела на Кавказі, де батько проходив військову службу прапорщиком 7-го Кавказького етапного батальйону у складі 1-го Кавказького кавалерійського корпусу.
У 1921 році родина повернулася в Україну, до міста Первомайська. Тут батьки і дядько вчителювали в Первомайській механічній профшколі.
У 1930 році родина переїхала до Умані, де батьки й далі вчителювали. У 1937 році батько Феофан Джулай та дядько Максим Бабенко були заарештовані за звинуваченням в українському націоналізмі, організації терористів у контрреволюційне угрупування, що ставило на меті нищення радянської влади. Трійкою УНКВС по Київській області 25 жовтня 1937 року засуджені до найвищої кари. Розстріляні 11 листопада 1937 року в Умані.
У 1935 році закінчила Миколаївський педагогічний інститут, певний час вчителювала у Снігурівці. З 1939 року мешкала в Житомирі, працювала співачкою (мецо-сопрано) Житомирського музично-драматичного театру імені М. Щорса.
Після німецької окупації Житомира влітку 1941 року Валерія Джулай долучилася до українського визвольного руху, входила до міського проводу ОУН(м).
Заарештована 10 квітня 1944 року. Обвинувачувалася за статтею 54-1а Карного кодексу УРСР. 11 вересня 1945 року військовим трибуналом військ НКВС Житомирської області засуджена до ув'язнення у виправно-трудових таборах на 10 років з ураженням у правах на 5 років. Ув'язнення відбувала у таборах Воркути і Північного Уралу. У Потьмі (Мордовія) її взяли в табірний театр, за блискуче виконання ролі Наталки Полтавки співтабірники звали її «Чайкою».
Після звільнення у 1953 році мешкала в місті Теміртау (Казахстан), викладала у професійно-технічному училищі. На початку 1970-х років, досягнувши пенсійного віку, переїхала у Первомайськ, де прожила решту життя. Брала активну участь у роботі літературного об'єднання «Зажинок». Похована на кладовищі (вул. Героя України Дмитра Васильєва).
У 1994 році реабілітована (посмертно).

## Творча спадщина
Залишила рукописну збірку інтимної і патріотичної лірики «Небо крізь ґрати».
Вірші Валерії Джулай друкувалися у журналі «СіЧ» (1995 рік, № 8) та альманасі «Зона» (випуск 9).

## Вшанування пам'яті
Розпорядженням голови Миколаївської обласної державної адміністрації вiд 26 липня 2024 року № 273-р вулиця Івана Папаніна у місті Первомайську перейменована на вулицю Валерії Джулай.